# Чабан Сергій Миколайович
Сергі́й Микола́йович Чаба́н (нар. 27 березня 1984, Куляб, Таджицька РСР) — український футболіст, нападник.

## Життєпис
Вихованець ДЮСШ «Прикарпаття» (Івано-Франківськ), кольори якого захищав у молодіжних чемпіонатах України (ДЮФЛУ). У 2000 році розпочав футбольну кар'єру в складі місцевого «Прикарпаття» (Івано-Франківськ). Спочатку виступав у другій команді, а в 2000 році дебютував у першій одинадцятці. Також грав на правах оренди у фарм-клубі прикарпатців, «Чорногорі» (Івано-Франківськ). Влітку 2002 року прийняв запрошення львівських «Карпат». Захищав кольори другої та третьої команди, яка називалася «Галичина-Карпати». У другій половині 2005 року виступав у клубі «Газовик-Скала» (Стрий), а під час зимової перерви сезону 2005/06 років перейшов до бурштинського «Енергетика». Влітку 2006 року підсилив хмельницьке «Поділля». На початку 2007 року повернувся до команди з Івано-Франківська, яка тепер виступала під назвою «Спартак». Влітку 2007 року виїхав до Молдови, де виступав у клубі «Іскра-Сталь» (Рибниця). У травні повернувся до України й короткий період часу виступав в аматорському колективі «Карпати» (Яремче). Влітку 2008 року підсилив склад вінницької «Ниви». Наприкінці 2010 року завершив кар'єру в «Карпатах» (Яремче). Після цього ще виступав в аматорських клубах.